# Natsume Yūjin-Chō
Natsume Yūjin-Chō (夏目友人帳 Natsume Yūjin-Chō?, lit. El libro de los amigos de Natsume) es un manga japonés escrito e ilustrado por Yuki Midorikawa. El manga fue nominado al Manga Taisho Award de 2008 junto a mangas reconocidos como Kimi ni Todoke, Umimachi Diary y Tomehane! Suzuri Koukou Shodoubu. 
Natsume Yūjin-Chō ha sido adaptado a una serie de anime bajo la producción de Brain´s Base y fue transmitido por TV Tokyo en cinco temporadas, desde el 2008 hasta el 2016. Una sexta temporada de la serie de anime se emitió desde abril hasta junio de 2017, producida por el estudio de animación Shuka con un total de 11 episodios. Se anunció la realización de una película para 2018.
La serie trata sobre Takashi Natsume, un adolescente huérfano que puede ver espíritus (ayakashi o youkai) y que hereda un misterioso libro de su abuela, Reiko. El libro le permite establecer contratos con los espíritus y junto con ello, controlarlos. 
El 29 de septiembre de 2018 se estrenó en Japón una película de animación dirigida por Takahiro Ōmori y producida por el estudio Shuka.

## Argumento
La historia se centra en un adolescente huérfano llamado Takashi Natsume. Es un joven que a simple vista aparenta ser un chico normal, pero en realidad guarda un gran secreto, el cual adquirió por herencia de su abuela Reiko Natsume: tiene la habilidad de ver espíritus. 
Reiko, tras su muerte, le hereda a su nieto el Yūjin-Chō (El libro de los amigos), un cuaderno de caligrafía japonesa que contiene los nombres de los espíritus que ella, en su juventud, había intimidado, derrotado, engañado o convencido para firmar un contrato en donde los volvía sus seguidores, privándole de su libre albedrío al quedar subyugados a su voluntad.
El Yūjin-Chō es un elemento muy apreciado en el mundo de los espíritus, ya que da, a quien lo posea, el poder y dominio sobre aquellos que tienen su nombre escrito en él. Es por ello que múltiples youkais acosan constantemente a Natsume, algunos buscando su libertad, mientras que otros lo hacen con el fin de quedarse con el poder del libro. 
Natsume, quien no tiene interés en controlar a estas entidades, está determinado a disolver dichos contratos y liberar a los youkais que vienen a pedir su ayuda; pero eso no significa que no existan espíritus malignos que traten de atacarlo, acecharlo, molestarlo o matarlo. Así es como surge la figura de Madara (apodado Nyanko-sensei por Natsume); un espíritu sumamente poderoso que termina actuando como el guardaespaldas y asesor espiritual del protagonista. Madara acepta protegerlo, gracias a una promesa: podrá quedarse con el "Libro de los Amigos", cuando Natsume muera. Sin embargo, a medida que pasa el tiempo, su relación se va haciendo más cercana.

## Personajes

### Principales

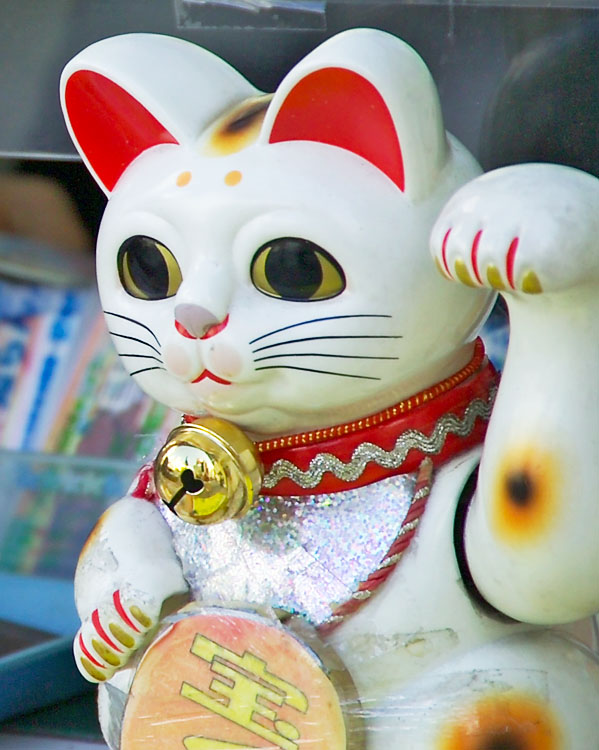
Maneki-neko, forma física de Madara que es visible para los humanos ordinarios y bajo la cual es apodado "Nyanko-sensei".

Takashi Natsume (夏目 貴志 Natsume Takashi?)
Seiyū: Hiroshi Kamiya
Natsume es un adolescente de cabello castaño claro (gris en el manga) y ojos de color marrón (verde en el manga) con matices de tono dorado. Natsume está clasificado en la categoría bishōnen. A simple vista parece ser un joven común y corriente, sin embargo él puede ver youkais y ayakashis. Muy pocas personas conocen su secreto, entre ellos están: Tanuma, Natori, Taki, Matoba, y Nanase. Aquel "don" le ha acarreado mucho sufrimiento desde su infancia.
Al fallecer su madre en el parto y su padre algunos años después, Takashi queda huérfano a muy temprana edad y es obligado a vivir con diferentes familiares. Estos siempre terminaban deshaciéndose de él y traspasándolo a otro pariente, pues lo consideraban extraño y problemático; de la misma forma, siempre era excluido, molestado o tachado de mentiroso por los niños de su edad. Debido a todo lo anterior, Natsume vivió una infancia bastante solitaria y triste.
Durante la secundaria conoce al matrimonio Fujiwara, unos parientes bastante lejanos en su genealogía. Ellos lo reciben en su hogar y a partir de ese momento, la vida de Takashi se transforma. Los Fujiwara se transforman en genuinas figuras paternas para él.
Aquel matrimonio residía en el mismo pueblo en donde habitó su abuela, Natsume Reiko, durante su juventud; es por aquello que Natsume, quien posee aspecto y presencia similar al de su abuela, se ve constantemente acosado por diferentes espíritus que lo confunden con ella, pues estos seres sobrenaturales no distinguen el género ni el paso del tiempo de la misma forma que los humanos.
Un día, huyendo de un youkai, accidentalmente libera a Madara, un espíritu que adopta la forma de un maneki-neko. Este se vuelve su guardaespaldas y le revela que el extraño libro que heredó, le pertenecía a su abuela Reiko, quien también podía ver a los youkai y que tenía bastante poder espiritual. Le cuenta que ella se dedicó a apoderarse de los nombres de muchos seres sobrenaturales y que los encerró en aquel libro. Natsume resuelve regresar a los espíritus sus nombres arrebatados. Desde entonces, varios monstruos empiezan a acercársele para recuperar aquello que perdieron. Algunos, con el tiempo, se volverán en buenos amigos y aliados, como es el caso de Hinoe, Hiiragi y Mizusu; mientras que otros simplemente se convertirán en enemigos que intentaran robarle el libro, para obtener su poder.
Pese a ser constantemente y la mayoría del tiempo confundido con su abuela, en el último episodio de  "Natsume Yūjin-Chō Roku" , un espíritu le menciona y revela por primera vez, que su esencia y rostro le recordaban a un hombre. Natsume sospecha que puede tratarse de su abuelo y debido a aquel suceso, comenzará a investigar acerca de este.
Nyanko-Sensei/Madara (ニャン コ先生 Maestro Nyanko?)
Seiyū: Kazuhiko Inoue
Es un espíritu sumamente fuerte y poderoso. Posee dos formas físicas, la de un maneki-neko viviente, que todos confunden con un pequeño gato obeso, un cerdo o un tanuki; y la de una especie de lobo albino gigante, con líneas rojas en el rostro.
Nyanko-sensei es el apodo que Natsume le dio. El nombre que adopta en su forma real, es decir la del lobo gigante albino, es Madara. No se sabe con exactitud si corresponde a su verdadero nombre, ya que este personaje no ha revelado mucho acerca de su pasado.
Inicialmente estaba encerrado como la figura inanimada de un Maneki-neko en un santuario, rodeado con una barrera que Natsume accidentalmente rompe. Jamás ha querido explicar como llegó ahí o cual es su historia con Reiko, solo se sabe que conoce mucho sobre ella, al punto de emitir juicios sobre la irresponsabilidad de la mujer y el poco compromiso hacia sus subordinados, como si lo hubiera atestiguado en persona.
Su verdadero objetivo es convertirse en el dueño del "Libro de los Amigos", por lo que ha llegado a un acuerdo con Natsume: lo ayudará a regresar los nombres de los espíritus que están encerrados en él y a cambio, cuando el joven muera, podrá apoderarse de los nombres remanentes. Sin embargo, conforme avanza la historia, empieza a tener cierto afecto hacia Natsume. En más de una ocasión le revela que pese a todo, no puede aburrirse de él. En otras ocasiones lo vemos sumamente preocupado de aquel humano, como cuando este cae enfermo, o lo poseen espíritus, o lo atrapan ayakashis, etc.
Su forma felina (maneki), es visible para la gente normal e incluso algunos pueden oírlo hablar, como Tanuma, Taki y Natori, por lo que los Fujiwara, quienes simplemente lo ven como un gato grande, lo adoptan como la mascota de la casa. Los amigos de Natsume lo aceptan creyendo que solo se trata de un gato de apariencia fea. Shigeru Fujiwara lo apoda Nyangoro, Tanuma lo llama Ponta o Neko.
Reiko Natsume (夏目 レイコ Natsume Reiko?)
Seiyū: Sanae Kobayashi
Es la abuela de Natsume Takashi. Su apariencia es muy similar a la de su nieto, salvo por el cabello que lo tiene largo. En los recuerdos de los youkais, siempre se le ve vestida con el uniforme de su escuela.
Debido a que Reiko podía ver espíritus desde muy pequeña, fue despreciada por la gente normal, como ocurrió con Natsume. Para poder escapar de su soledad, retó a los espíritus del sector a peleas y competencias, apostando su vida a cambio de sus nombres reales. Como era sumamente poderosa espiritualmente, siempre obtenía la victoria y terminaba tomando sus nombres, como prueba de obediencia por parte de aquellos seres para con ella y los guardaba en el "Libro de los Amigos" (Yūjin-Chō). Los espíritus, al perder sus nombres, se debilitaban, carecían de muchos de sus atributos, de su libre albedrío y debían obediencia a quien los poseía.
En muchos casos, Reiko demostró un sentido cruel de humor o desinterés hacia sus sirvientes, pues usualmente prometía que los llamaría o haría algún favor, pero rápidamente los olvidaba, dejándolos por casi medio siglo, en espera de volver a verla.
Murió joven y la causa de su muerte es desconocida, así como mucho de su vida, ya que su familia también la relegaba e intentaba mencionarla lo menos posible.
Su hijo, padre del protagonista, fue reconocido solo con el apellido de ella, por lo que su nieto también lo lleva. Tampoco se ha revelado el motivo de ello.

### Secundarios
Shūichi Natori (名取 周 Natori Shūichi?)
Seiyū: Akira Ishida
Es amigo de Natsume y también puede ver espíritus. Tiene un lunar en forma de lagartija que camina por todo su cuerpo, a excepción de la pierna izquierda. Como se trata de un ayakashi, aquella lagartija solo es vista por quienes poseen poderes espirituales. Según explicó Natori, es un espíritu que lo posee, pero debido a que es inofensivo e invisible, le permite quedarse.
En su juventud vivió situaciones muy similares a las de Natsume y decidió aprender a exorcizar monstruos por su cuenta, ganando en poco tiempo, mucha fama como exorcista de gran reputación. Además, su fama se vio potenciada debido a que provenía de una familia de exorcistas que durante generaciones, había perdido la facultad de ver youkais. Gracias a él, el nombre de su familia volvía a posicionarse en un buen lugar.
En el mundo de los humanos es un actor muy conocido, mientras que en el mundo de los espíritus, es un exorcista. En este último trabajo suele usar gafas, pues dice que así obtiene una mejor apreciación de los ayakashi.
Inicialmente, seguía la idea de que los espíritus eran sirvientes prescindibles o seres a quienes sellar, pero cuando conoce a Natsume y luego de que este lo ayudase en un trabajo, se reencuentra con Hiiragi, un espíritu que conoció en su infancia y su mentalidad cambia. En ocasiones aún se muestra algo despiadado si cree que la situación lo requiere, lo cual lo hace discutir con Natsume.
Se interesa en principio en Takashi, debido a que poseía una extraña aura. Luego descubre que es un buen niño y decide apoyarlo en lo que pueda. Con el paso del tiempo, desvela que en realidad es una persona con muchos secretos y mucho poder espiritual, lo cual le hará crecer cierta curiosidad. Dicha curiosidad, en ocasiones le jugará en contra, como vemos en  "Natsume Yūjin-Chō Roku", en donde gracias al comentario de un espíritu, envía a sus shikis a investigar el secreto de su amigo. Más tarde, Natsume decide revelarle su secreto, pues lo considera una persona digna de confianza, pero Natori se cuestiona si realmente merece saberlo, pues no había actuado como un amigo al querer investigarlo sin su consentimiento. Finalmente, notamos que simplemente fue movido por la preocupación que tenía hacia Natsume, puesto que luego de saber la existencia del "Libro de los amigos", comenta, en voz baja, que "algo tan peligroso sería mejor quemarlo", aludiendo al peligro con el que vivía Takashi.
Kaname Tanuma (田沼 要 Tanuma Kaname?)
Seiyū: Horie Makoto Hazime
Es uno de los mejores amigos de Natsume. Tanuma tiene el cabello corto y oscuro. Sus ojos llevan una expresión, generalmente, catatónica. Era reservado y solitario al principio de la serie.
Puede sentir a los espíritus pero no verlos. Gracias a que puede sentirlos, estos seres pueden afectarlo y, al igual que Natsume, pasa gran parte del tiempo en cama, recuperándose.
Vive junto a su padre en un templo del sector. Es el único de sus amigos, junto a Taki, que sabe que Natsume puede ver y hablar con los ayakashi.
Tanuma hace todo lo posible para entender el mundo de Natsume y ayudarlo, pues le tiene una gran estima y cariño. En Natsume "Yūjin-Chō San" es poseído por una youkai que le pide ayuda para encontrar algo que había perdido y, a cambio, ella decide prestarle sus ojos para que vea a los youkai. Gracias a ello, Tanuma es capaz de acercarse un poco más y comprender mejor el mundo de Natsume.
Es un joven temerario, amable, y sincero. Se preocupa por la salud de su padre y por la de Natsume. Es buen amigo y hace lo que esté a su alcance para apoyar a sus seres queridos.
Puede hablar con Madara, al cual apoda "Ponta", puesto que encuentra vergonzoso llamarlo Nyanko-sensei. Es el único de sus amigos que conoce a Natori. Se encuentran luego de socorrer a Natsume.
Tōru Taki (多軌 透 Taki Tōru?)
Seiyū: Rina Satō
Es amiga de Natsume y asiste a la misma escuela que él. Ella normalmente no puede ver a los youkai, pero cuando dibuja un círculo mágico, herencia de su abuelo difunto, es capaz de ver cualquier espíritu que entre en este. De vez en cuando dibuja los círculos, los cuales considera como su tesoro, para no olvidar aquello que su abuelo con tanto esfuerzo descubrió, pero solo los hace hasta la mitad y rápidamente los borra, pues no quiere causarle más problemas a Natsume.
Vivía con su abuelo en una casa antigua y grande. Luego de que este falleciera, comenzó a vivir sola en aquella casa.
Cuando ve algo tierno o lindo, no puede contenerse y corre a abrazarlo, Nyanko-sensei es víctima constante de ello.
Conoció a Natsume gracias a una maldición que le arrojó un youkai. Desde entonces se convirtieron en buenos amigos. En "Natsume Yuujinchou Go", Nyanko-sensei le revela que los círculos de su abuelo pertenecen a una de las técnicas prohibidas de los exorcistas. Natsume le indica que debe tener cuidado de que ningún exorcista lo descubra.
Seiji Matoba (的場 静司 Matoba Seiji?)
Seiyū: Jun'ichi Suwabe
Matoba Seiji es el líder de la familia de exorcistas, Matoba. En su ojo derecho tiene una cicatriz producto de una maldición, la cual es protegida con una venda especial. Es un exorcista que busca proteger a los humanos por sobre todas las cosas. Hará de todo para alcanzar su cometido, ello incluye sacrificar a los youkai más débiles para conseguir youkais más fuertes, con el fin de hacerlos sus sirvientes. No le importa lo que piensen o sientan los youkai, para él son solo herramientas de trabajo. Tiene cierto interés en Natsume y Madara, quienes sienten rechazo hacia su persona, puesto que no comparten su manera de pensar y de hacer las cosas. Madara lo califica como una persona con un aura siniestra y malvada. Cada vez que Matoba se los encuentra frente a frente, no pierde oportunidad en atraparlos y tener una especie de charla con ellos para sacarle algún tipo de información.
La maldición del ojo derecho de Seiji Matoba fue originada tiempo atrás por un exlíder de la familia Matoba; este líder le prometió su ojo derecho a un youkai, a cambio de su ayuda, pero luego de recibir ayuda, no cumplió la promesa de entregar su ojo. El youkai lo maldijo producto de la traición y desde entonces, el youkai ha estado detrás del ojo derecho de todos los líderes masculinos de la familia Matoba por lo que deben sellarlo para evitar que sea robado por el monstruo.
Jun Sasada (笹田 純 Sasada Jun?)
Seiyū: Miyuki Sawashiro
Es la presidenta de la clase y sospecha del secreto de Natsume. Siente atracción hacia él, aunque nunca lo ha dicho abiertamente, sin embargo se molesta cuando no puede pasar tiempo con él o cuando alguien impide que estén solos. Siente fascinación por lo sobrenatural, por lo que intenta forzar a Natsume para que confiese que puede ver espíritus. En ocasiones, lo lleva a situaciones en donde pueda encontrarse con seres sobrenaturales, para ponerlo a prueba, ya que no imagina que exista algún peligro en ello;  Tanuma y Taki ayudan a Natsume evitando que pase demasiado tiempo a solas con ella.
Touko Fujiwara (藤原 塔子 Fujiwara Touko?)
Seiyū: Miki Itō
Esposa de Shigeru. Vive en el campo junto a Shigeru, Natsume y Nyanko-sensei.
Es una mujer amable y se preocupa por Natsume: le prepara el almuerzo; lo cuida cuando se enferma; lo regaña si no llega a casa y no avisa, etc.
En la tercera temporada del anime, se revela que junto a Shigeru van a buscar a Natsume donde los familiares que lo tenían bajo su custodia. Según Takashi, al parecer ellos se enteraron de la vida que estaba llevando y por ende, decidieron invitarlo a vivir con ellos, a una casa en donde se preocuparían por él y en donde podría vivir tranquilamente. Fueron los primeros parientes que consideraron lo que él quería, lo cual Natsume valora mucho, puesto que nunca nadie se había interesado en lo que sentía. Cuando queda hospitalizado, ella y Shigeru van a preguntarle si quiere vivir con ellos, Natsume con lágrimas de felicidad, les dice que le encantaría.
En la quinta temporada se muestra la misma historia, desde la perspectiva de Touko. Vemos como su esposo se entera de la existencia de Natsume y su interés por adoptarlo. Se revela, además, que ella desde siempre ha sido consciente de los sucesos extraños que envolvían al joven, pero reconoce que no era culpa de él. Anhela el día en que Natsume logre abrirse a ellos. En una ocasión, insinúa que siempre ha sabido que el muchacho posee algo sobrenatural, pero que ella le ha quitado importancia al asunto.
Shigeru Fujiwara (藤原 滋 Fujiwara Shigeru?)
Seiyū: Eiji Itō
Es pariente lejano del padre de Natsume y el marido de Touko. Es un hombre trabajador y amable. Le gusta la alfarería. Al igual que Touko, se preocupa mucho por Takashi, incluso a veces lo defiende de los regaños de su esposa. Ha vivido desde pequeño en la misma casa.
Conoció a Natsume Reiko cuando niño. Él la observaba y notaba que siempre estaba sola. Un día decide hablarle y en poco tiempo se gana su aprecio. Cuando Reiko se entera de que un youkai acosaba su hogar, decide exorcizarlo. En el proceso, rompe algunas ventanas y es culpada de querer destruir la casa. Debido a ello, Reiko prefiere alejarse de su "niño favorito".
En la quinta temporada, se muestra, en el funeral de un pariente, el como conoció la existencia de Natsume. Este de enfurece por el terrible trato y desprecio que le daban a aquel niño y de inmediato comenzó a acondicionar su casa, para alojarlo en caso de que tuvieran la oportunidad de adoptarlo. La decisión de la adopción fue apoyada por su esposa. En poco tiempo lograron llevar a Natsume a su hogar.
Adora a Nyanko-sensei y suele consentirlo dándole de comer parte de su propia comida.
Atsushi Kitamoto (北本 篤史 Kitamoto Atsushi?)
Seiyū: Hisayoshi Suganuma
Es amigo y compañero de clase de Natsume. Es sensible y racional. Siempre está junto a Nishimura. Cuando Natsume llega a la clase, él y Nishimura rápidamente lo incluyen a su grupo. Se preocupa por él, de que duerma y descanse bien, puesto que siempre está con sueño y cansado. Cuando Tanuma llega, también lo incluyen a su grupo, ya que se hace amigo de Natsume. No sabe acerca del secreto de Natsume.
Satoru Nishimura (西村 悟 Nishimura Satoru?)
Seiyū: Ryōhei Kimura
Es amigo y compañero de clase de Natsume. Es infantil, irracional y algo pervertido. Está enamorado de Taki aunque de la misma forma se deslumbra y enamora de cada chica que ve o le dirige la palabra. Siempre molesta a Natsume con que se queda hasta tarde haciendo cosas pervertidas y por eso siempre está cansado. Le gusta organizar panoramas para salir con Kitamoto, Natsume, Tanuma, Sasada y Taki. Tiene fe en que algún día encontrará a su alma gemela. No sabe acerca del secreto de Natsume.
Nanase  (七瀬  Nanase ?) 
Seiyū: Joven: Yoriko Nagata; Adulta: Mika Doi
Es una mujer de avanzada edad que pertenece al Clan Matoba. Es una de las miembros superiores. Tiene una buena relación de confianza y respeto con Seiji Matoba. Posee casi la misma mentalidad de aquel líder, cree que los youkais son herramientas con un único propósito, el de mantener el equilibrio entre el mundo humano y el de los youkais. Sin embargo, menciona en algunas ocasiones que estos instrumentos pueden resultar peligrosos si se deja que se adentren en el corazón. Solo se involucra con un ayakashi si tiene relación con su trabajo de exorcista, no tortura ni ataca sin motivo, pues es muy consciente de su "karma" como exorcista. En el manga se revela que al parecer odia a los hombres, es por ello que sus shiki o sirvientes, adoptan forma femenina. Es una mujer astuta, cuidadosa, con aires de grandeza, algo gruñona y con mucho talento en el área de su trabajo. Tiene el cabello y los ojos grises. Usa gafas y suele estar vestida con ropa tradicional japonesa.
Se interesa en Natsume debido a que es el nieto de Reiko. Le tiene respeto, pues admite que es un joven con mucho poder. En cierta ocasión le comentó a Matoba que si enviaran a todos sus sirvientes a luchar contra él, no podrían vencerlo. Guarda cierta relación con Reiko. Cierto día, cuando era una niña, supo de su existencia. Había escuchado que era una humana sumamente fuerte, poderosa y temida por los espíritus, es por ello que deseaba conocerla, para así pedirle que la orientase en cuanto a su labor de exorcista. Sin embargo un youkai, al cual anteriormente intentó sellar pero fracasó, comienza a atacarla, desviándola de su camino para encontrar a Reiko. En ese momento conoce a Mikage, quien la salva de aquel espíritu y se convierte en una especie de maestro para ella. Mikage le enseña a sellar espíritus con piedras de jade. Con el paso de los días, Nanase se entera de que es un youkai y no un exorcista, como en principio creía. Este le pide que lo selle, puesto que su cuerpo se estaba malogrando y estaba a punto de convertirse en un ser malvado. Nanase logra sellarlo. Con el tiempo, se muestra a Natsume liberando a Mikage del sello y devolviendole su nombre, para que pudiera volver a su forma original, esto es, una piedra de jade.
Yuriko Ogata (緒方ユリコ Ogata Yuriko?)
Seiyū: Shizuka Itō
Fue compañera de clase de Natsume por un corto periodo, mientras este vivía con unos familiares en un apartamento de la ciudad de una ex escuela de secundaria. Tiene la costumbre de visitar el templo cada vez que reprueba un examen. Conoce a Natsume mientras visitaba el templo tras reprobar un examen. Natsume estaba durmiendo en el suelo y al despertarse se sobre exalta, la empuja bruscamente y se va corriendo. Luego de esta situación y de escuchar los rumores que lo rodeaban, Yuriko comienza a fijarse en él. Al observarlo se da cuenta de que de vez en cuando, el corría como si estuviera escapando de algo. Tenía la sospecha de que Natsume podía ver cosas que la gente normal no podía percibir. Tras conversar algunas veces con él, se da cuenta de que era una persona amable. Un día ve a Natsume rodeado de estudiantes y detrás de él una ventana rota. Después de analizar la situación, se da cuenta de que no fue culpa de Natsume, pero independiente de decírselo a los profesores, estos decidieron dejarlo como el culpable. Luego se despiden, puesto que él se tiene que ir a vivir con otros familiares, ella le dice que la próxima vez encontrará a alguien bueno para que lo cuide. Tiempo después es salvada misteriosamente por “algo” de ser atropellada y se lesiona un pie. Cree que ese “algo” que la salvó, fue lo mismo que Natsume veía mientras vivió en la ciudad. Sus amigas la visitan y le cuentan que Toyomatsu, un compañero de clase, vio a Natsume en un pueblo junto a una señora de rostro amable. Ella se alegra porque Natsume al fin había encontrado un hogar feliz.
Yōkai Kaname (田沼 の父 Kaname Yōkai?)
Seiyū: Yasunori Matsumoto
Es el padre de Tanuma. Es el monje que vive en el templo de la localidad y se dedica a purificar los alrededores debido a la salud de su hijo. Aunque no posee poderes espirituales, su fe es tan intensa que sus rezos budistas emiten una onda purificadora tan poderosa que los espíritus deben abandonar las zonas que santifica por un tiempo y los que lleguen a ser alcanzados serán lastimados o destruidos dependiendo de su fuerza. En un inicio purificaba diariamente el bosque de la ciudad, pero por petición de los espíritus Natsume lo convencería que evitara hacerlo si no era necesario.
Hakozaki (??? Hakozaki?)
Era un exorcista reconocido que recientemente había fallecido. Era abuelo de Beniko, una mujer que para poder liberar la mansión, herencia de su abuelo, de los espíritus y así venderla, ofreció a quien encontrara el estudio de este, todos los documentos que se encontrasen allí. Era reconocido entre los youkais gracias a las constantes fiestas que hacía, en donde invitaba a muchos espíritus. Tenía dos sirvientes: el Dragón Azul Claro y Kanegumo. Le plantó un árbol de arce a su nieta. Tenía un estudio secreto, en donde guardaba información importante de los youkais. Nadie nunca supo todos los secretos que se hallaban ahí, debido a que sus sirvientes quemaron todos los archivos, luego de que una ola de exorcistas, llamados por Beniko, allanaran la mansión para hacerse dueños de tales documentos.

### Espíritus principales

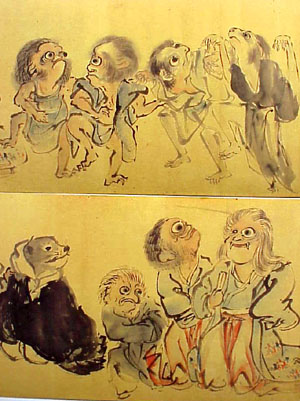
Los youkai, espíritus y fantasmas de la cultura japonesa.

Hiiragi (柊?)
Seiyū: Satsuki Yukino
Sirviente de Natori Suuichi. Siempre está a su lado para protegerlo. Es la única que sabe como se siente Natori realmente. Ha salvado y protegido a Natsume y a sus amigos muchas veces. Conoció a Natori cuando este era pequeño. Ella tenía la misión de proteger una casa y para asegurarse de que cumpla aquella misión, fue atada con una soga consagrada y por lo tanto irrompible para ella. En esa época Natori, aún un niño, se acercó a ella y vendó las heridas de sus manos producto del constante forcejeo que hacía Hiiragi para soltarse de la cuerda. En la actualidad, Natori, quien no recordaba a Hiiragi, vuelve con la misión de exorcizarla. Como agradecimiento, Hiiragi se iba a dejar exorcizar pero Natsume lo impide. Gracias a su intromisión, pudo cortar la soga que ataba a Hiiragi y Natori pudo recordarla; a partir de ese momento decide hacerse sirviente de Natori.
Misuzu (三篠?)
Seiyū: Takaya Kuroda
Es un ayakashi de gran tamaño y fuerza, con apariencia en parte equina. Tiene cierto afecto/interés hacia Natsume, es por ello que tras pedirle su nombre un par de veces y de ponerlo a prueba como poseedor del "Libro de los amigos", decide protegerlo hasta que se aburra y le pida devuelta su nombre.
Cuando Madara se encuentra imposibilitado o dificultado en ayudar a Natsume, él aparece para ayudar ya que se ha mencionado que es el único que lo iguala en poderes.
Hinoe (ヒノエ?)
Seiyū: Akemi Okamura
Es un ayakashi femenino. Tiene la apariencia de una hermosa mujer que viste un kimono de flores. Estaba enamorada de Reiko y no toleraba a los hombres, hasta que conoció a Natsume Takashi. En un inicio decide apoyarlo solo porque se parecía a Reiko, pero con el tiempo comienza a sentir aprecio por quien realmente es. Visita constantemente la casa de Natsume y acude rápidamente en su ayuda cuando este lo requiere. Tiene un amplio conocimiento con respecto a los youkai y posee poderes de clarividencia. Se dice que en cuanto a poder espiritual, está a la par de Misuzu y Madara.
Antes de conocer a Reiko, era orgullosa, menospreciaba a los demás y tenía un cruel sentido del humor. Cuando se encuentra con Reiko por primera vez, decide engañarla y jugar un rato con ella, pero cuando esta salta, sin pensarlo dos veces, al río a buscar su horquilla, se enamora de ella, decide protegerla y entregarle su nombre. La razón de su odio hacia los hombres aún no es revelada.
Kogitsune (子狐?)
Seiyū: Akiko Yajima
Kogitsune (literalmente, "cría de zorro") es un youkai huérfano con apariencia de un niño con orejas y cola de zorro. Los seres humanos que no pueden ver youkais, lo ven como un zorro bebé. Siente mucho aprecio hacia Natsume. A diario entrena para sobrevivir y volverse más fuerte, con el fin de ayudarlo y serle útil cuando este lo necesite y en respeto por la memoria de su madre. Siempre conversa internamente con su madre, le cuenta sus avances, que tan fuerte se está volviendo y lo mucho que quiere a Natsume.
Conoce a Natsume cuando este lo defiende de unos youkai que lo estaban molestando. Desde entonces decide protegerlo y acompañarlo para que no se sintiera solo. Algunas veces, para visitarlo, decide transformarse en humano tomando una medicina especial.
Benio (紅峰 Benio?)
Seiyū; Misa Watanabe
Es una youkai de cabello corto, que suele estar vestida con un kimono de tonos rosas. La mitad de su rostro derecho es cubierto por una mariposa. Puede convertirse en una mariposa brillante. Admira a Madara pero se desconcierta cuando este adopta la forma del maneki-neko. Tiene fuertes poderes espirituales. Es capaz de reconocer a un espíritu aun cuando este haya sido sellado, como cuando reconoce a su Señor Riou en la figura de un maneki-neko negro.
Se da a entender que conoció a Reiko y que le tenía un profundo respeto, pues cuando se encuentra con Natsume y lo confunde con ella, se coloca muy nerviosa puesto que había actuado un poco agresiva. En algunas ocasiones suele compararlo con su abuela y dictamina que ambos poseen personalidades diferentes. Está profundamente agradecida de Takashi, debido a que liberó a su señor Riou de un sello. En ocasiones se le ve festejando y bebiendo junto a los youkai que suelen ir a la casa de Natsume. Su nombre no está en el Libro de los Amigos.
Kai Ishio (カイ?)
Seiyū: Takeuchi Junko
Es un dios del río. Decide bajar de las montañas y adoptar la forma de un niño para vivir un tiempo con los humanos, bajo el nombre de Kai Ishio. Conoce a Natsume después de que este lo liberara de un ataúd que lo retenía en una casa abandonada. Se hace amigo de Taki y de Natsume, quienes en un inicio no saben que es un dios.
Natsume, un día se encuentra con Natori y este le revela que Kai es un dios y que necesita ser sellado, puesto que unos youkai, que estaban sellados en un pozo, lo estaban llamando para que los liberara. Kai luego de liberar a los youkai, es defendido por Natsume puesto que tenían la intención de comérselo. Natsume cae inconsciente y Kai, quien se sentía traicionado por Natsume puesto que era amigo de Natori, el humano que lo quería exorcizar, decide esconderle el Libro de los amigos, pero se arrepiente porque sabe que Natsume no es malo. Vuelve a vivir a las montañas para no causar más problemas. Natsume junto a Taki y otros amigos, deciden visitarlo y llevarle comida de vez en cuando.
Dragón Azul claro y Kanegumo (????)
Son dos espíritus sirvientes del fallecido exorcista Hakozaki. Protegían las puertas del estudio secreto de su amo, puesto que este guardaba mucha información valiosa con respecto al mundo del exorcismo y de los espíritus. El Dragón Azul Claro custodiaba la puerta principal, mientras que Kanegumo la entrada trasera. Su apariencia corresponde a la de dos grandes dragones, uno de color azul plateado, El Dragón Azul claro, y el otro,  Kanegumo, de color dorado.
El Dragón Azul Claro fue encontrado por Natsume, luego de que este caminara con la fotografía de Hakozaki. Tras tener una pequeña charla, este espíritu le pidió disculpas debido a la agresividad con la que lo había tratado. Cuando Natsume descubre su rostro, el dragón le comenta que su cara le traía nostalgia, pues era muy similar a la de un hombre que había conocido hace mucho tiempo. Su conversación se vio interrumpida debido al ruido de una explosión en el norte de la mansión, en donde se encontraba Kanegumo. Luego de que Nanase, la causante del estallido, forzara la entrada trasera del estudio, el Dragón Azul Claro acudió a ayudar a Kanegumo. Estos decidieron quemar todos los documentos de Hakozaki, para así llevarse todo con ellos y no entregarle nada a los interesados que rondaban en la mansión en ese momento. A los únicos que le permitieron obtener algunos restos fue a Natsume y a Natori, debido a que el Dragón Azul Claro había hecho una pequeña amistad con el primero.

### Espíritus menores
Kemari
Kemari es el nombre que le da Natsume a un karu que salva de ser devorado por un cuervo. Este lo sigue a casa y cuando Natsume intenta acercarse, se asusta y comienza a saltar por todos lados, haciéndose mucho daño. Natsume lo detiene en sus manos y lo calma pero al tomarlo en sus manos, Kemari lo pincha y le inyecta veneno. Luego de calmarse, Natsume lo cura. A la noche siguiente, Kemari le va a dejar bayas akazasa, las cuales son un antídoto para el veneno. Los karu son una especie de youkai legendarios que viven en manada y migran constantemente. Son muy hambrientos y devoran todo a su paso. Su aspecto es similar a una bola de pelos blanca.
Suneko
Es un youkai de pequeño tamaño que se cuelga de los humanos para protegerse, puesto que no es muy fuerte. Natsume conoció uno en su antigua ciudad, mientras vivía con unos familiares durante un tiempo. Los llamaba “bichos colgantes”.
Tama-chan
Es un espíritu joven que fue incubado de un huevo de la jerarquía de un pájaro en el jardín de Natsume. Ya que fue incubado de un huevo (tamago en japonés), Nyanko-sensei lo llama Tama-chan. Es de la familia de los dragones.

## Contenido de la obra

### Manga
El manga lleva hasta ahora un total de 26 tomos y fue publicado por primera vez en 2005 por la editorial Hakusensha en la revista de manga shōjo LaLa DX. El manga ha sido licenciado en Estados Unidos por Viz Media, publicaron el primer volumen en enero de 2010. También ha sido licenciado en Francia por Delcourt, en Corea del Sur por Haksan, en Taiwán por Tong Li y en Tailandia por Bongkoch Publishing.

#### Lista de volúmenes
| Volumen 1                                                                       | ISBN                                                                            | Publicado                                                        |
| Volumen 1                                                                       | ISBN 978-4-592-17158-4                                                          | 5 de octubre de 2005                                             |
|                                                                                 |                                                                                 |                                                                  |
| Contiene los capítulos: - Capítulo 01 - Capítulo 02 - Capítulo 03 - Capítulo 04 | Contiene los capítulos: - Capítulo 01 - Capítulo 02 - Capítulo 03 - Capítulo 04 | Personajes en carátula - Takashi Natsume - Nyanko-Sensei/ Madara |

| Volumen 2                                                                       | ISBN                                                                            | Publicado                                                        |
| Volumen 2                                                                       | ISBN 978-4-592-17159-1                                                          | 5 de agosto de 2006                                              |
|                                                                                 |                                                                                 |                                                                  |
| Contiene los capítulos: - Capítulo 05 - Capítulo 06 - Capítulo 07 - Capítulo 08 | Contiene los capítulos: - Capítulo 05 - Capítulo 06 - Capítulo 07 - Capítulo 08 | Personajes en carátula - Takashi Natsume - Nyanko-Sensei/ Madara |

| Volumen 3                                                                       | ISBN                                                                            | Publicado                                                                          |
| Volumen 3                                                                       | ISBN 978-4-592-18446-1                                                          | 5 de febrero de 2007                                                               |
|                                                                                 |                                                                                 |                                                                                    |
| Contiene los capítulos: - Capítulo 09 - Capítulo 10 - Capítulo 11 - Capítulo 12 | Contiene los capítulos: - Capítulo 09 - Capítulo 10 - Capítulo 11 - Capítulo 12 | Personajes en carátula - Takashi Natsume - Nyanko-Sensei/ Madara - Shuuichi Natori |

| Volumen 4 | ISBN | Publicado                                                        |
| Volumen 4 | ISBN 978-4-592-18447-8 | 4 de agosto de 2007                                              |
| | |                                                                  |
| Contiene los capítulos: - Capítulo 13 - Capítulo 14 - Capítulo 15 - Capítulo Especial 01 - Capítulo Especial 02 - Capítulo Especial 03 | Contiene los capítulos: - Capítulo 13 - Capítulo 14 - Capítulo 15 - Capítulo Especial 01 - Capítulo Especial 02 - Capítulo Especial 03 | Personajes en carátula - Takashi Natsume - Nyanko-Sensei/ Madara |

| Volumen 5                                                                                              | ISBN                                                                                                   | Publicado                                             |
| Volumen 5                                                                                              | ISBN 978-4-592-18448-5                                                                                 | 5 de marzo de 2008                                    |
| | |                                                       |
| Contiene los capítulos: - Capítulo 16 - Capítulo 17 - Capítulo 18 - Capítulo 19 - Capítulo Especial 04 | Contiene los capítulos: - Capítulo 16 - Capítulo 17 - Capítulo 18 - Capítulo 19 - Capítulo Especial 04 | Personajes en carátula - Takashi Natsume - Tooru Taki |

| Volumen 6 | ISBN | Publicado                                                        |
| Volumen 6 | 978-4-592-18448-5                                                                                               | 5 de julio de 2008                                               |
| | |                                                                  |
| Contiene los capítulos: - Capítulo 20 - Capítulo 21 - Capítulo 22 - Capítulo Especial 05 - Capítulo Especial 06 | Contiene los capítulos: - Capítulo 20 - Capítulo 21 - Capítulo 22 - Capítulo Especial 05 - Capítulo Especial 06 | Personajes en carátula - Takashi Natsume - Nyanko-Sensei/ Madara |

| Volumen 7 | ISBN | Publicado                                               |
| Volumen 7 | 978-4-592-18667-0 | 5 de enero de 2009                                      |
| | |                                                         |
| Contiene los capítulos: - Capítulo 23 - Capítulo 24 - Capítulo 25 - Capítulo 26 - Capítulo Especial 07 - Historia Paralela | Contiene los capítulos: - Capítulo 23 - Capítulo 24 - Capítulo 25 - Capítulo 26 - Capítulo Especial 07 - Historia Paralela | Personajes en carátula - Takashi Natsume - Seiji Matoba |

| Volumen 8 | ISBN | Publicado                                                                        |
| Volumen 8 | 978-4-592-18668-7 | 3 de julio de 2009                                                               |
| | |                                                                                  |
| Contiene los capítulos: - Capítulo 27 - Capítulo 28 - Capítulo 29 - Capítulo 30 - Capítulo 31 - Capítulo Especial 08 | Contiene los capítulos: - Capítulo 27 - Capítulo 28 - Capítulo 29 - Capítulo 30 - Capítulo 31 - Capítulo Especial 08 | Personajes en carátula - Takashi Natsume - Nyanko-Sensei/ Madara - Kaname Tanuma |

| Volumen 9 | ISBN | Publicado                                                        |
| Volumen 9 | 978-4-592-18669-4 | 4 de enero de 2010                                               |
| | |                                                                  |
| Contiene los capítulos: - Capítulo 32 - Capítulo 33 - Capítulo 34 - Capítulo 35 - Capítulo 36 - Capítulo Especial 09 | Contiene los capítulos: - Capítulo 32 - Capítulo 33 - Capítulo 34 - Capítulo 35 - Capítulo 36 - Capítulo Especial 09 | Personajes en carátula - Takashi Natsume - Nyanko-Sensei/ Madara |

| Volumen 10                                                                                    | ISBN                                                                                          | Publicado                                |
| Volumen 10                                                                                    | ISBN 978-4-592-18670-0                                                                        | 5 de julio de 2010                       |
|                                                                                               |                                                                                               |                                          |
| Contiene los capítulos: - Capítulo 37 - Capítulo 38 - Capítulo 39 - Capítulo 40 - Capítulo 41 | Contiene los capítulos: - Capítulo 37 - Capítulo 38 - Capítulo 39 - Capítulo 40 - Capítulo 41 | Personajes en carátula - Takashi Natsume |

| Volumen 11                                                                                    | ISBN                                                                                          | Publicado                                |
| Volumen 11                                                                                    | ISBN 978-4-592-19361-6                                                                        | 4 de marzo de 2011                       |
|                                                                                               |                                                                                               |                                          |
| Contiene los capítulos: - Capítulo 42 - Capítulo 43 - Capítulo 44 - Capítulo 45 - Capítulo 46 | Contiene los capítulos: - Capítulo 42 - Capítulo 43 - Capítulo 44 - Capítulo 45 - Capítulo 46 | Personajes en carátula - Takashi Natsume |

| Volumen 12                                                                                    | ISBN                                                                                          | Publicado                                |
| Volumen 12                                                                                    | ISBN 978-4-592-19362-3                                                                        | 5 de julio de 2011                       |
|                                                                                               |                                                                                               |                                          |
| Contiene los capítulos: - Capítulo 47 - Capítulo 48 - Capítulo 49 - Capítulo 50 - Capítulo 51 | Contiene los capítulos: - Capítulo 47 - Capítulo 48 - Capítulo 49 - Capítulo 50 - Capítulo 51 | Personajes en carátula - Takashi Natsume |

| Volumen 13 | ISBN | Publicado                                                        |
| Volumen 13 | ISBN 978-4-592-19363-0                                                                                          | 4 de enero de 2012                                               |
| | |                                                                  |
| Contiene los capítulos: - Capítulo 52 - Capítulo 53 - Capítulo 54 - Capítulo Especial 10 - Capítulo Especial 11 | Contiene los capítulos: - Capítulo 52 - Capítulo 53 - Capítulo 54 - Capítulo Especial 10 - Capítulo Especial 11 | Personajes en carátula - Takashi Natsume - Nyanko-Sensei/ Madara |

| Volumen 14 | ISBN | Publicado                                                                 |
| Volumen 14 | ISBN 978-4-592-19364-7                                                                                               | 5 de julio de 2012                                                        |
| | |                                                                           |
| Contiene los capítulos: - Capítulo 55 - Capítulo 56 - Capítulo 57 - Capítulo 58 - Capítulo 59 - Capítulo Especial 12 | Contiene los capítulos: - Capítulo 55 - Capítulo 56 - Capítulo 57 - Capítulo 58 - Capítulo 59 - Capítulo Especial 12 | Personajes en carátula - Takashi Natsume - Nyanko-Sensei/ Madara - Misuzu |

| Volumen 15                                                                                             | ISBN                                                                                                   | Publicado                                                                  |
| Volumen 15                                                                                             | ISBN 978-4-592-19365-4                                                                                 | 4 de enero de 2013                                                         |
| | |                                                                            |
| Contiene los capítulos: - Capítulo 60 - Capítulo 61 - Capítulo 62 - Capítulo 63 - Capítulo Especial 13 | Contiene los capítulos: - Capítulo 60 - Capítulo 61 - Capítulo 62 - Capítulo 63 - Capítulo Especial 13 | Personajes en carátula - Takashi Natsume - Nyanko-Sensei/ Madara - Hiiragi |

| Volumen 16                                                                                             | ISBN                                                                                                   | Publicado                                |
| Volumen 16                                                                                             | ISBN 978-4-592-19366-1                                                                                 | 5 de julio de 2013                       |
| | |                                          |
| Contiene los capítulos: - Capítulo 64 - Capítulo 65 - Capítulo 66 - Capítulo 67 - Capítulo Especial 14 | Contiene los capítulos: - Capítulo 64 - Capítulo 65 - Capítulo 66 - Capítulo 67 - Capítulo Especial 14 | Personajes en carátula - Takashi Natsume |

| Volumen 17 | ISBN | Publicado                                        |
| Volumen 17 | ISBN 978-4-592-19367-8 | 4 de enero de 2014                               |
| | |                                                  |
| Contiene los capítulos: - Capítulo 68 - Capítulo 69 - Capítulo 70 - Capítulo Especial 15 Parte 1 - Capítulo Especial 15 Parte 2 | Contiene los capítulos: - Capítulo 68 - Capítulo 69 - Capítulo 70 - Capítulo Especial 15 Parte 1 - Capítulo Especial 15 Parte 2 | Personajes en carátula - Takashi Natsume - Hinoe |

| Volumen 18                                                                               | ISBN                                                                                     | Publicado                                          |
| Volumen 18                                                                               | ISBN 978-4-592-19368-5                                                                   | 5 de septiembre de 2014                            |
|                                                                                          |                                                                                          |                                                    |
| Contiene los capítulos: - Capítulo 71 - Capítulo 72 - Capítulo 73 - Capítulo Especial 16 | Contiene los capítulos: - Capítulo 71 - Capítulo 72 - Capítulo 73 - Capítulo Especial 16 | Personajes en carátula - Takashi Natsume - Hiiragi |

| Volumen 19                                                                      | ISBN                                                                            | Publicado                                                        |
| Volumen 19                                                                      | ISBN 978-4-592-19369-2                                                          | 1 de mayo de 2015                                                |
|                                                                                 |                                                                                 |                                                                  |
| Contiene los capítulos: - Capítulo 74 - Capítulo 75 - Capítulo 76 - Capítulo 77 | Contiene los capítulos: - Capítulo 74 - Capítulo 75 - Capítulo 76 - Capítulo 77 | Personajes en carátula - Takashi Natsume - Nyanko-Sensei/ Madara |

| Volumen 20                                                                      | ISBN                                                                            | Publicado                                                        |
| Volumen 20                                                                      | ISBN 978-4-592-19370-8                                                          | 5 de abril de 2016                                               |
|                                                                                 |                                                                                 |                                                                  |
| Contiene los capítulos: - Capítulo 78 - Capítulo 79 - Capítulo 80 - Capítulo 81 | Contiene los capítulos: - Capítulo 78 - Capítulo 79 - Capítulo 80 - Capítulo 81 | Personajes en carátula - Takashi Natsume - Nyanko-Sensei/ Madara |

| Volumen 21                                                                               | ISBN                                                                                     | Publicado                                                        |
| Volumen 21                                                                               | ISBN 978-4-592-19371-5                                                                   | 10 de octubre de 2016                                            |
|                                                                                          |                                                                                          |                                                                  |
| Contiene los capítulos: - Capítulo 82 - Capítulo 83 - Capítulo 84 - Capítulo Especial 17 | Contiene los capítulos: - Capítulo 82 - Capítulo 83 - Capítulo 84 - Capítulo Especial 17 | Personajes en carátula - Takashi Natsume - Nyanko-Sensei/ Madara |

| Volumen 22 | ISBN | Publicado                                                        |
| Volumen 22 | ISBN 978-4-592-19372-2 | 5 de septiembre de 2017                                          |
| | |                                                                  |
| Contiene los capítulos: - Capítulo 85 - Capítulo 86 - Capítulo 87 - Capítulo 88 - Capítulo 89 - Capítulo Especial 18 - Capítulo Especial 19 | Contiene los capítulos: - Capítulo 85 - Capítulo 86 - Capítulo 87 - Capítulo 88 - Capítulo 89 - Capítulo Especial 18 - Capítulo Especial 19 | Personajes en carátula - Takashi Natsume - Nyanko-Sensei/ Madara |

| Volumen 23                                                                                    | ISBN                                                                                          | Publicado                                                        |
| Volumen 23                                                                                    | ISBN 978-4-592-19373-9                                                                        | 5 de septiembre de 2018                                          |
|                                                                                               |                                                                                               |                                                                  |
| Contiene los capítulos: - Capítulo 90 - Capítulo 91 - Capítulo 92 - Capítulo 93 - Capítulo 94 | Contiene los capítulos: - Capítulo 90 - Capítulo 91 - Capítulo 92 - Capítulo 93 - Capítulo 94 | Personajes en carátula - Takashi Natsume - Nyanko-Sensei/ Madara |

| Volumen 24 | ISBN | Publicado                                                                   |
| Volumen 24 | ISBN 978-4-592-19374-6                                                                                               | 2 de mayo de 2019                                                           |
| | |                                                                             |
| Contiene los capítulos: - Capítulo 95 - Capítulo 96 - Capítulo 97 - Capítulo 98 - Capítulo Especial 20 - Capítulo 99 | Contiene los capítulos: - Capítulo 95 - Capítulo 96 - Capítulo 97 - Capítulo 98 - Capítulo Especial 20 - Capítulo 99 | Personajes en carátula - Kaname Tanuma - Tooru Taki - Nyanko-Sensei/ Madara |

| Volumen 25 | ISBN | Publicado                                               |
| Volumen 25 | ISBN 978-4-592-19375-3                                                                                             | 5 de junio de 2020                                      |
| | |                                                         |
| Contiene los capítulos: - Capítulo Especial 21 - Capítulo 100 - Capítulo 101 - Capítulo 102 - Capítulo Especial 22 | Contiene los capítulos: - Capítulo Especial 21 - Capítulo 100 - Capítulo 101 - Capítulo 102 - Capítulo Especial 22 | Personajes en carátula - Shuiichi Natori - Seiji Matoba |

| Volumen 26                         | ISBN                               | Publicado                                               |
| Volumen 26                         | ISBN 978-4-592-19376-0             | 4 de enero de 2021                                      |
|                                    |                                    |                                                         |
| Contiene los capítulos: - Capítulo | Contiene los capítulos: - Capítulo | Personajes en carátula - Seiji Matoba - Shuiichi Natori |

| Volumen 27                         | ISBN                               | Publicado                                                                            |
| Volumen 27                         | ISBN 978-4-592-19377-7             | 3 de septiembre de 2021                                                              |
|                                    |                                    |                                                                                      |
| Contiene los capítulos: - Capítulo | Contiene los capítulos: - Capítulo | Personajes en carátula - Atsushi Kitamoto - Satoru Nishimura - Nyanko-Sensei/ Madara |

| Volumen 28                         | ISBN                               | Publicado                                                  |
| Volumen 28                         | ISBN 978-4-592-19378-4             | 2 de mayo de 2022                                          |
|                                    |                                    |                                                            |
| Contiene los capítulos: - Capítulo | Contiene los capítulos: - Capítulo | Personajes en carátula - Takashi Natsume - Shuuichi Natori |

| Volumen 29                         | ISBN                               | Publicado                                                         |
| Volumen 29                         | ISBN 978-4-592-19379-1             | 4 de enero de 2023                                                |
|                                    |                                    |                                                                   |
| Contiene los capítulos: - Capítulo | Contiene los capítulos: - Capítulo | Personajes en carátula - Kaname Tanuma - Madara - Takashi Natsume |

| Volumen 30                         | ISBN                   | Publicado               |
| Volumen 30                         | ISBN 978-4-592-19380-7 | 5 de septiembre de 2023 |
|                                    |                        |                         |
| Contiene los capítulos: - Capítulo |                        |                         |

| Volumen 31                         | ISBN                   | Publicado               |
| Volumen 31                         | ISBN 978-4-592-22201-9 | 5 de septiembre de 2024 |
|                                    |                        |                         |
| Contiene los capítulos: - Capítulo |                        |                         |

| Volumen 32                         | ISBN                   | Publicado          |
| Volumen 32                         | ISBN 978-4-592-22202-6 | 4 de abril de 2025 |
|                                    |                        |                    |
| Contiene los capítulos: - Capítulo |                        |                    |

### Anime
El manga fue adaptado al anime por el estudio de animación Brain's Base. Cada temporada del anime consta de 13 episodios. Su primera temporada "Natsume Yujin-chou" debutó el 7 de julio de 2008 por la cadena televisiva TV Tokyo en el horario de martes a la 1:00 de Japón. Debido al éxito de la primera entrega, fue anunciada el 22 de septiembre de 2008 la realización de la segunda temporada "Zoku Natsume Yūjin-Chō" y fue estrenada en enero de 2009 por la cadena TV Tokyo, con más personajes del manga como Kuro-Nyanko-sensei, Gen, y Tama-chan. En el 2011 se estrenó su tercera temporada llamada "Natsume Yūjin-Chō San", en donde se puede apreciar parte de la infancia de Natsume y la aparición del exorcista Seiji Matoba. Su cuarta temporada fue estrenada el 2012 bajo el nombre de  "Natsume Yūjin-Chō Shi", en esta temporada se revela parte del pasado de Reiko y de Natsume, vuelve a aparecer Matoba y algunos espíritus para causar problemas. En octubre del 2016 se estrenó la quinta temporada, titulada "Natsume Yuujinchou Go". En abril de 2017 se estrenó la sexta temporada de la serie, bajo el nombre de "Natsume Yūjin-Chō Roku". Tuvo 11 episodios, en el último de este, se revela una información que puede corresponder al abuelo de Natsume y por ende, al pasado de Reiko.
El opening de la primera temporada del anime es Issei no Koe (一斉の声) interpretada por Shūhei Kita y letra de Keiji Shiina; el tema de cierre es Natsu Yūzora (夏夕空) por Kōsuke Atari. Para la segunda temporada el tema de apertura es Ano hi Time Machine (あの日タイムマシン) por LONG SHOT PARTY, mientras el tema de cierre es Aishiteru(愛してる) por KOURIN. La tercera temporada tiene como tema de apertura Boku ni Dekiru Koto (僕にできること) interpretado por HOW MERRY MARRY y su tema de cierre es "Kimi no Kakera feat. Emily Miyamoto" (君ノカケラ feat 宮本笑里)" por Kousuke Atari. La Cuarta temporada consta del tema de apertura "Ima, Kono Toki. (今、このとき。) por Hiiragi y su tema de cierre "Takaramono (たからもの)" por Marina Kawano. El tema de apertura para la sexta temporada es Furōria (フローリア, "Floria") interpretado por Tomohisa Sako y el ending es "Kimi no Uta" (きみのうた?, lit. "Your Song") por Rei Yasuda.
Los lectores de la revista manga shoujo LaLA en agosto, septiembre y octubre del 2013, fueron capaces de obtener un OVA especial del DVD original de Natsume Yuujin-Chou, el cual se tituló "Nyanko sensei y la primera misión" (Nyanko-sensei to Hajimete no Otsukai). El OAD de una hora se emitió en diciembre del 2013. El 5 de febrero del 2014 fue estrenado un segundo OVA bajo el nombre de "Itsuka Yuki no Hi ni". El BD/DVD lanzado, consistía de dos discos. El segundo disco contiene un clip del evento musical realizado el 28 de septiembre del 2013, titulado "Tsudoi Ongeki sin Shou".
En julio de 2023, se anunció que la serie recibirá una séptima temporada. Se estrenará en el cuarto trimestre de 2024 en TV Tokyo.

### Película
Una película de animación basada en el manga se estrenó el 29 de septiembre de 2018, titulada Gekijōban Natsume Yūjin-Chō: Utsusemi ni Musubu (劇場版 夏目友人帳: うつせみに結ぶ?). Es distribuida por Aniplex. El estudio Shuka produce la película con Takahiro Ōmori como el director. La música es de Makoto Yoshimori. Sadayuki Murai escribió el guion con la supervisión de la autora original. Hiroshi Kamiya es la voz a Takashi Natsume, Kazuhiko Inoue es la voz de Madara/Nyanko-sensei y Sanae Kobayashi como la voz de Reiko Natsume.

#### Lista de episodios

##### Natsume Yūjin-cho
| #  | Título                                                                        | Estreno                  |
| -- | ----------------------------------------------------------------------------- | ------------------------ |
| 1  | «El gato y el libro de los amigos» «Neko to Yūjinchō» (猫と友人帳)            | 7 de julio de 2008       |
| 2  | «El santuario del Dios del Rocío» «Tsuyukami no Hokora» (露神の祠)            | 14 de julio de 2008      |
| 3  | «La misteriosa persona en el campo» «Yatsuhara no Kaijin» (八ツ原の怪人)      | 21 de julio de 2008      |
| 4  | «Shigure y la chica» «Shigure to Shōjo» (時雨と少女)                          | 28 de julio de 2008      |
| 5  | «Boleto al corazón» «Kokoro-iro no Kippu» (心色の切符)                        | 4 de agosto de 2008      |
| 6  | «El fondo del lago» «Kotei no Tsubame» (湖底のつばめ)                         | 11 de agosto de 2008     |
| 7  | «El sombrero del pequeño zorro» «Kogitsune no Bōshi» (子狐のぼうし)           | 18 de agosto de 2008     |
| 8  | «Luz fugaz» «Hakanai Hikari» (儚い光)                                         | 25 de agosto de 2008     |
| 9  | «El exorcismo del espíritu» «Ayakashi-barai» (あやかし祓い)                   | 1 de septiembre de 2008  |
| 10 | «El Koto de Asagi» «Asagi no Koto» (アサギの琴)                               | 8 de septiembre de 2008  |
| 11 | «El libro del aburrimiento de Nyanko» «Nyanko Tsurezure-chō» (ニャンコ徒然帳) | 15 de septiembre de 2008 |
| 12 | «El sello de los cinco días» «Itsuka-jirushi» (五日印)                        | 22 de septiembre de 2008 |
| 13 | «Banquete de otoño» «Aki no Yaen» (秋の夜宴)                                  | 29 de septiembre de 2008 |

##### Zoku Natsume Yūjin-chō
| #  | Título                                                                                   | Estreno               |
| -- | ---------------------------------------------------------------------------------------- | --------------------- |
| 1  | «El libro de los amigos robado» «Ubawareta Yūjinchō» (奪われた友人帳)                    | 5 de enero de 2009    |
| 2  | «En primavera» «Haru ni Tokeru» (春に溶ける)                                             | 12 de enero de 2009   |
| 3  | «El exorcismo del espíritu en primavera» «Yōkai Taiji Yukemuri-kō» (妖怪退治 湯けむり行) | 19 de enero de 2009   |
| 4  | «Pollo, nace» «Hina, Kaeru» (雛、孵る)                                                   | 26 de enero de 2009   |
| 5  | «El árbol de la promesa» «Yakusoku no Ki» (約束の樹)                                     | 2 de febrero de 2009  |
| 6  | «El círculo de la dama» «Shōjo no Jin» (少女の陣)                                        | 9 de febrero de 2009  |
| 7  | «Aquello que no debe ser llamado» «Yonde wa Naranu» (呼んではならぬ)                     | 16 de febrero de 2009 |
| 8  | «Emociones» «Fushi no Omoi» (不死の想い)                                                 | 23 de febrero de 2009 |
| 9  | «El hombre y el árbol de cerezo» «Sakura Namiki no Kare» (桜並木の彼)                    | 2 de marzo de 2009    |
| 10 | «Casa temporal» «Kariie» (仮家)                                                          | 9 de marzo de 2009    |
| 11 | «Reunión de exorcistas» «Jujutsushi no Kai» (呪術師の会)                                 | 16 de marzo de 2009   |
| 12 | «El joven en la casa vacía» «Haioku no Shōnen» (廃屋の少年)                              | 23 de marzo de 2009   |
| 13 | «Humanos y espíritus» «Hito to Ayakashi» (人と妖)                                        | 30 de marzo de 2009   |

##### Natsume Yūjin-chō San
| #  | Título                                                                     | Estreno                  |
| -- | -------------------------------------------------------------------------- | ------------------------ |
| 1  | «El nombre del monstruo» «Ayashiki Mono no Na» (妖しきものの名)            | 5 de julio de 2011       |
| 2  | «La villa Ukihara» «Ukihara no Sato» (浮春の郷)                            | 12 de julio de 2011      |
| 3  | «Amigo falso» «Itsuwari no Yūjin» (偽りの友人)                             | 19 de julio de 2011      |
| 4  | «Días nuevos» «Osanaki Hibi ni» (幼き日々に)                               | 26 de julio de 2011      |
| 5  | «La cosa que merodea en el almacén» «Kura ni Hisomu Mono» (蔵にひそむもの) | 2 de agosto de 2011      |
| 6  | «Aquello no es humano» «Hito Naranu Mono» (人ならぬもの)                   | 9 de agosto de 2011      |
| 7  | «Exorcista» «Haraiya» (祓い屋)                                             | 16 de agosto de 2011     |
| 8  | «El reloj del pequeño zorro» «Kogitsune no Tokei» (子狐のとけい)           | 23 de agosto de 2011     |
| 9  | «A través del viento de otoño» «Akikaze Kitte» (秋風切って)                | 30 de agosto de 2011     |
| 10 | «El espejo roto» «Wareta Kagami» (割れた鏡)                                | 6 de septiembre de 2011  |
| 11 | «Lo que muestra el espejo» «Utsusu Mono» (映すもの)                        | 13 de septiembre de 2011 |
| 12 | «Un lugar para ir a casa» «Kaeru Basho» (帰る場所)                         | 20 de septiembre de 2011 |
| 13 | «El libro de juegos de Natsume» «Natsume Yūgi-chō» (夏目遊戯帳)            | 27 de septiembre de 2011 |

##### Natsume Yūjin-chō Shi
| #  | Título                                                       | Estreno               |
| -- | ------------------------------------------------------------ | --------------------- |
| 1  | «Natsume atrapado» «Torawareta Natsume» (とらわれた夏目)     | 2 de enero de 2012    |
| 2  | «El bosque del Este» «Touhou no Mori» (東方の森)             | 9 de enero de 2012    |
| 3  | «Los pequeñitos» «Chisaki Mono» (小さきもの)                 | 16 de enero de 2012   |
| 4  | «Sustituto» «Daitou» (代答)                                  | 23 de enero de 2012   |
| 5  | «Para ti» «Sugishi Hi no Kimi ni» (過ぎし日の君に)           | 30 de enero de 2012   |
| 6  | «El otro lado del espejo» «Garasu no Muko» (硝子のむこう)    | 6 de febrero de 2012  |
| 7  | «Entre humanos y espíritus» «Hito to no Made» (人と妖の間で) | 13 de febrero de 2012 |
| 8  | «Cuando fui engañada» «Madoi Shi Koro Ni» (惑いし頃に)       | 20 de febrero de 2012 |
| 9  | «El festival de la luna» «Tsukiwake Matsuri» (月分祭)        | 27 de febrero de 2012 |
| 10 | «El Dios consagrado» «Matsurareta Kamisama» (祀られた神様)   | 3 de marzo de 2012    |
| 11 | «Una fotografía» «Ichi Mai no Shashin» (一枚の写真)          | 12 de marzo de 2012   |
| 12 | «La puerta de los recuerdos» «Kioku no Tobira» (記憶の扉)    | 19 de marzo de 2012   |
| 13 | «Largo camino a casa» «Tooki Ieji» (遠き家路)                | 26 de marzo de 2012   |

##### Natsume Yūjin-chō Go
| #  | Título                                                               | Estreno                 |
| -- | -------------------------------------------------------------------- | ----------------------- |
| 1  | «Cambiando forma» «Kawaranu Sugata» (変わらぬ姿)                     | 4 de octubre de 2016    |
| 2  | «La lluvia» «Itazura na Ame» (悪戯な雨)                              | 11 de octubre de 2016   |
| 3  | «La carta del exorcista» «Haraiya kara no Tegami» (祓い屋からの手紙) | 18 de octubre de 2016   |
| 4  | «Sombra de las cadenas» «Rensa no Kage» (連鎖の陰)                   | 25 de octubre de 2016   |
| 5  | «No debe ser atado» «Musunde wa Ikenai» (結んではいけない)           | 1 de noviembre de 2016  |
| 6  | «El valle sin sonido» «Oto Nashi no Tani» (音無しの谷)               | 8 de noviembre de 2016  |
| 7  | «Las lejanas luces del festival» «Tōi Matsuri Hi» (遠い祭り火)       | 22 de noviembre de 2016 |
| 8  | «Un mundo enderezado» «Yugami naki Sekai» (歪みなき世界)             | 29 de noviembre de 2016 |
| 9  | «Siguiendo la ruta» «Kewashiki wo Yuku» (険しきをゆく)               | 6 de diciembre de 2016  |
| 10 | «Touko y Shigeru» «Tōko to Shigeru» (塔子と滋)                       | 13 de diciembre de 2016 |
| 11 | «A los efímeros» «Hakanaki Mono e» (儚き者へ)                        | 20 de diciembre de 2016 |

##### Natsume Yūjin-chō Roku
| #  | Título                                                                | Estreno             |
| -- | --------------------------------------------------------------------- | ------------------- |
| 1  | «El devorador de días» «Tsukihigui» (つきひぐい)                      | 11 de abril de 2017 |
| 2  | «Lo que florece mañana» «Ashita Saku» (明日咲く)                      | 18 de abril de 2017 |
| 3  | «Nitai-sama» «Nitai-sama» (二体さま)                                  | 25 de abril de 2017 |
| 4  | «Ojos mentirosos» «Chigaeru Hitomi» (違える瞳)                        | 2 de mayo de 2017   |
| 5  | «Atados» «Shibarareshi Mono» (縛られしもの)                           | 9 de mayo de 2017   |
| 6  | «Nishimura y Kitamoto» «Nishimura to Kitamoto» (西村と北本)           | 16 de mayo de 2017  |
| 7  | «El agradecimiento de Gomochi» «Gomochi no Onjin» (ゴモチの恩人)      | 23 de mayo de 2017  |
| 8  | «El día que llegará en algún momento» «Itsuka Kuru Hi» (いつかくる日) | 30 de mayo de 2017  |
| 9  | «Corriente abajo» «Nagare Yuku Ha» (ながれゆくは)                     | 6 de junio de 2017  |
| 10 | «La habitación cerrada» «Tozasareta Heya» (閉ざされた部屋)            | 13 de junio de 2017 |
| 11 | «Lo que importa» «Taisetsu Na Mono» (大切なモノ)                      | 20 de junio de 2017 |

### Recepción
El manga fue uno de los 12 finalistas en la lista del Premio Manga Taishō en 2008. Desde el quinto volumen de la serie, cada volumen ha sido best-seller en las listas de manga en Japón. El volumen 5 fue número 8 en las listas de las semanas del 4 al 10 de marzo del 2008. El volumen 6 quedó en la quinta plaza de la semana del 8 al 14 de julio de 2008; y el volumen 13 logró las mayores ventas variando entre la posición 2 y 4 en tres semanas consecutivas de enero de 2012. Un par de álbumes de la banda sonora fueron publicados por Japan Sony Music en 24 de septiembre de 2008 y marzo de 2009; los temas de apertura y cierre también fueron publicados por la discográfica. Como sencillos, el tema "Issei no Sei" alcanzó el número 48 de la lista Oricon, así como otras canciones usadas en las temporadas de anime, lograron puestos desde el lugar 27 al 48.